# Chincoteague (cratera)
A cratera Chincoteague é uma cratera de impacto no quadrângulo de Cebrenia em Marte, localizada a 
41.5° N e 236.0° W. Ela possui 37.0 km em diâmetro e recebeu o nome de uma cidade na Virgínia, Estados Unidos.

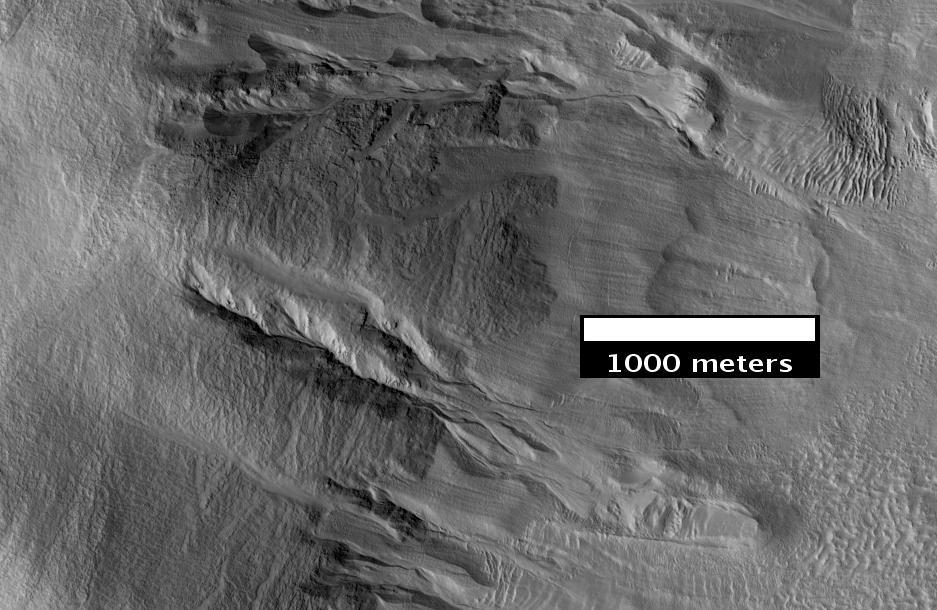
Imagem aproximada da cratera Chincoteague, vista pela HiRISE. Vista aproximada da imagem anterior. Note as ravinas e formações associadas.